# Frumoasa, Harghita
Frumoasa là một xã thuộc hạt Harghita, România. Dân số thời điểm năm 2002 là 3652 người.